# Општина Ђулешти (Марамуреш)
Ђулешти (рум. Giuleşti) општина је у Румунији у округу Марамуреш.
Oпштина се налази на надморској висини од 324 m.